# Peine litúrgico

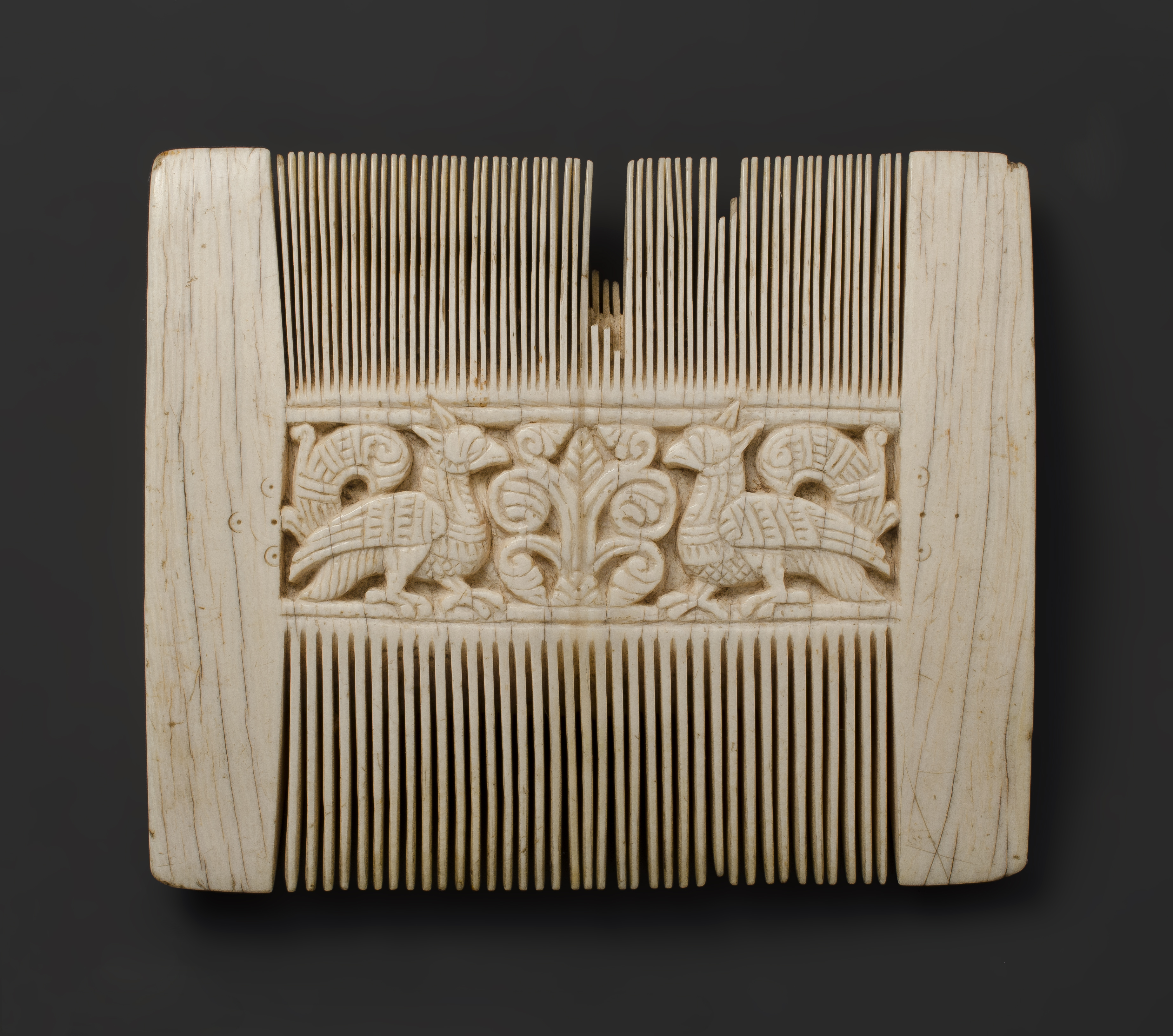
Peine litúrgico de marfil de finales del s. XI o principios del XII en el Museo Metropolitan de Arte de Nueva York

Se llama peine litúrgico a los utensilios que utilizaban los sacerdotes para arreglarse el cabello antes de subir al altar. 
Los peines eran instrumentos de marfil, madera o metal adornados prolijamente con representaciones iconísticas. Fueron usados en las celebraciones de la Edad Media con carácter ceremonial. 
En las colecciones de antigüedades suelen verse peines litúrgicos de madera de dimensiones verdaderamente excepcionales con púas por ambos lados. 